# Mellicta praestantior
Mellicta praestantior är en fjärilsart som beskrevs av Ruggero Verity 1932. Mellicta praestantior ingår i släktet Mellicta och familjen praktfjärilar. Inga underarter finns listade i Catalogue of Life.